# Liza 'N' Eliaz
Liza 'N' Eliaz (26. veljače 1958. – 19. veljače 2001.) bila je belgijska DJ-ica i producentica. Često su je zvali "kraljicom terrora" ("The Queen of Terror"). Ovu terror-kraljicu iz Belgije se može nazvati poprilično starom.
Svoje djelovanje je započela u pojedinačnim elektro- i industrial sastavima, no oko 1990-ih se je počela zanimati za hardcore. Producirala je pjesme pod imenom Stockhousen ("Lisica može također loviti"). Nadalje, ona je producirala mnoštvo produkcija zajedno s kolegama kao što su DJ Dano, Laurent Hô i The Prophet. 1997. je osnovala vlastitu izdavačku kuću "Provision Records" koja više nije u radu. Nažalost, 19. veljače 2001. (7 dana prije 43. rođendana) je preminula od raka pluća, što je bio veliki gubitak za one koji su joj bili bilski i i za scenu kao cjelini.

## Vanjske poveznice
- Liza 'N' Eliaz diskografija
- Neslužbena (posmrtna) MySpace stranica